# Залізняк козацький
Залізняк козацький, залізняк колючий як Phlomis pungens і залізняк кримський як Phlomis taurica (Phlomis herba-venti) — вид рослин з родини глухокропивові (Lamiaceae), поширений у північно-західній Африці, у південній частині Європи, західній і середній Азії.

## Опис
Багаторічна трава. Стебла 30–70 см, гіллясті, волосаті. Прикореневі листки 80–150 x 30–55 мм, овально-ланцетні, зубчасті, гострі. Чашечка 18–22 мм, з 8–12 мм трубкою та 7–11 мм зубцями. Віночок 20–25 мм, рожево-фіолетовий, з трубкою 13–16 мм.

## Поширення
Поширений у північно-західній Африці, у південній частині Європи, західній і середній Азії.
В Україні вид зростає у Лісостепу (пд. ч.), Степу, Криму.